# Зеєв Рехтер
Зеєв Рехтер (івр. זאב רכטר, 1899, Російська імперія — 1960) — архітектор-новатор Палестини а пізніше Ізраїлю, який спроєктував багато знакових будівель Ізраїлю. Переїхав до Палестини з Російської імперії. Його вважають одним із трьох батьків-засновників ізраїльської архітектури разом із Довом Кармі й Ар'є Шароном. Серед своїх робіт Рехтер спроєктував Binyanei HaUma (Міжнародний конференц-центр в Єрусалимі), будівлю суду Тель-Авіва та аудиторію Манна (разом з Кармі). Започаткував використання колон на палях, знаних як відкриті опори, у житловому будівництві в Ізраїлі.

## Біографія
Народився в Російській імперії. Іммігрував до підмандатної Палестини у 20 років. Його першою роботою було вимірювання землі, яка стала вулицею Алленбі. У 1924 році він спроєктував Бейт-Хакадім («Будинок з глечиками») на розі вулиць Нахалат Біньямін і Рамбам, названий через великі вази на карнизах. 1926 року поїхав до Риму, щоб вивчати архітектуру, але брак грошей змусив його та його родину повернутися до Палестини. 1927 року спроєктував резиденцію для поетеси Естер Рааб на вулиці Ха-Галіль (сьогодні вулиця Мапу) у новому модерністському стилі, натхненному його враженнями від Італії. Згодом будинок знесли. 1929 року поїхав до Національної школи мостів та доріг у Парижі, щоб продовжити навчання. Саме тоді він став захопленим послідовником Ле Корбюзьє. Після повернення оселився в Тель-Авіві і заснував групу архітекторів Hug разом з Ар'є Шароном і Йозефом Нойфельдом, які також повернулися з навчання та роботи в Європі.
Помер 1960 року. Муніципальну консерваторію Беершіби побудували багато років потому, 1975 року, за проєктами Рехтера та Моше Зархі.

### Сім'я
Був одружений з Паулі Зінгер, з якою мав трьох дітей: Якова, який також став архітектором, і двох дочок, Авіву та Туті.

## Галерея

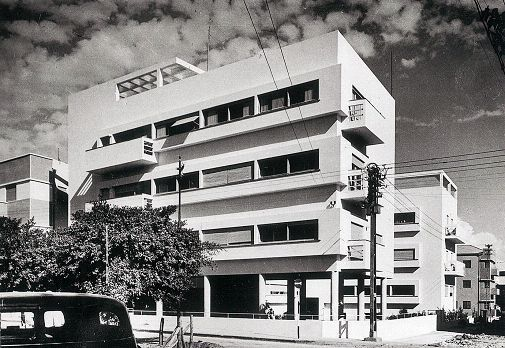
Engel House, Тель-Авів (1934)
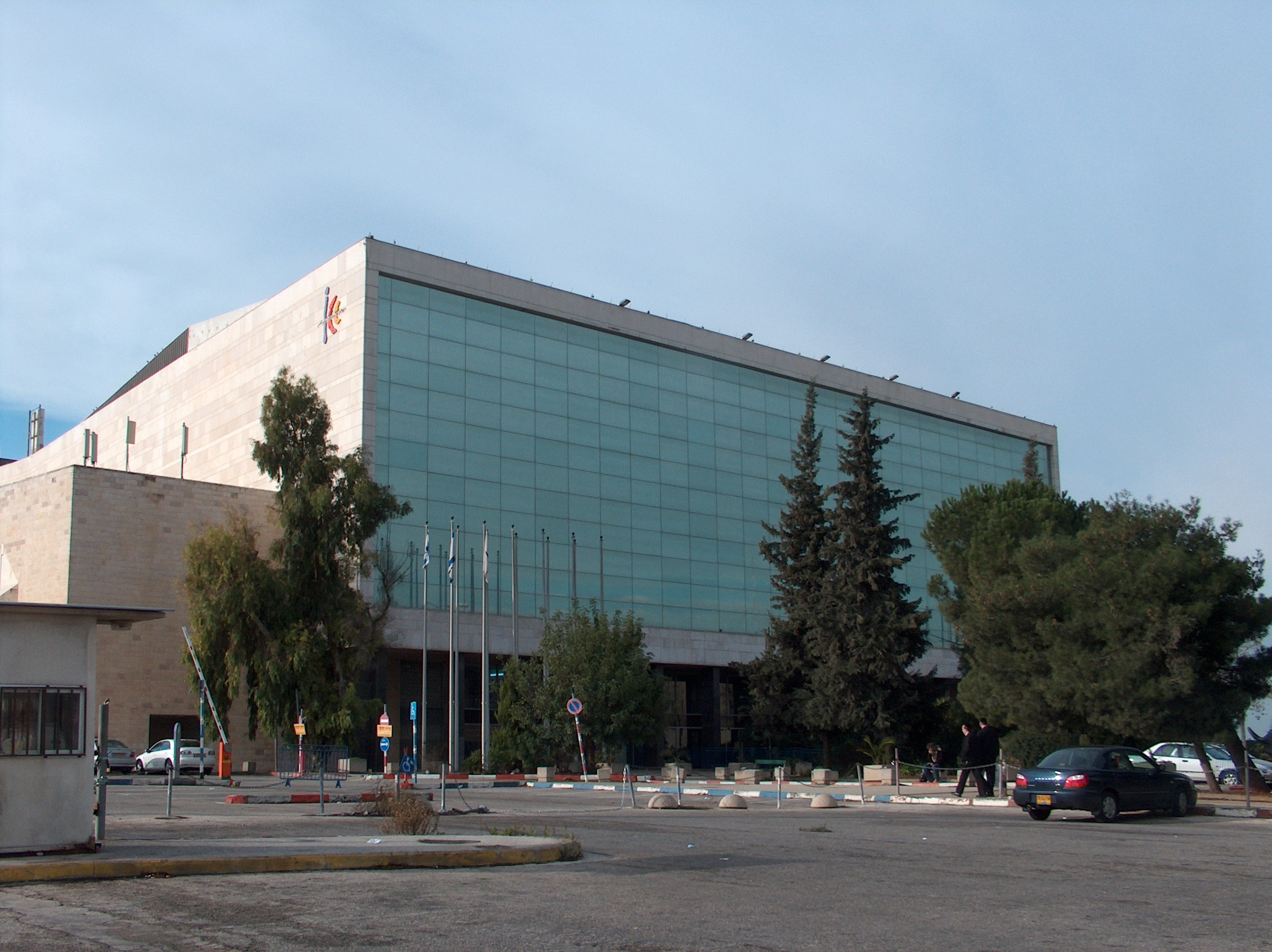
Binianey HaUma, Єрусалим (1950)
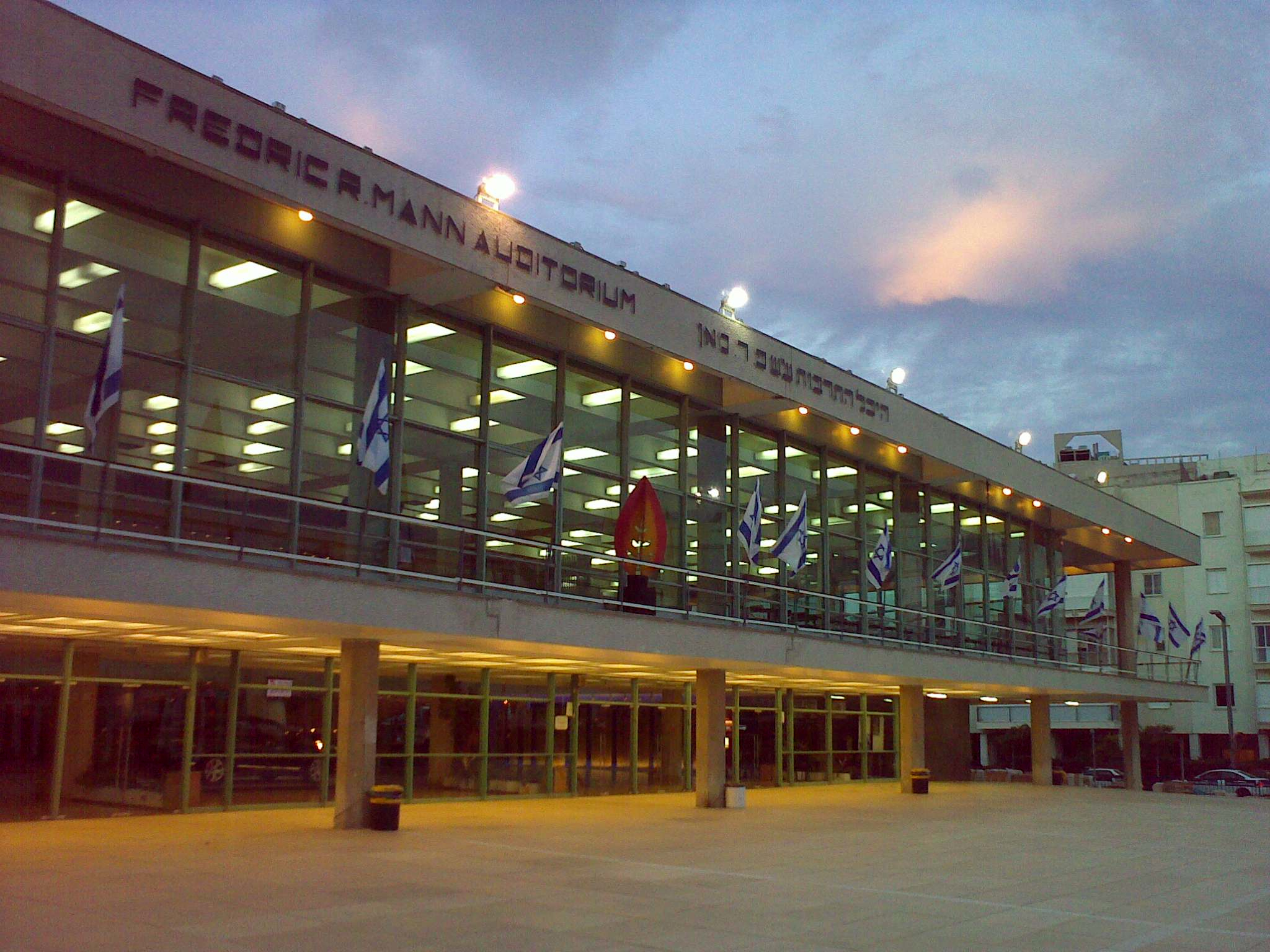
Аудиторія Манна (1951)
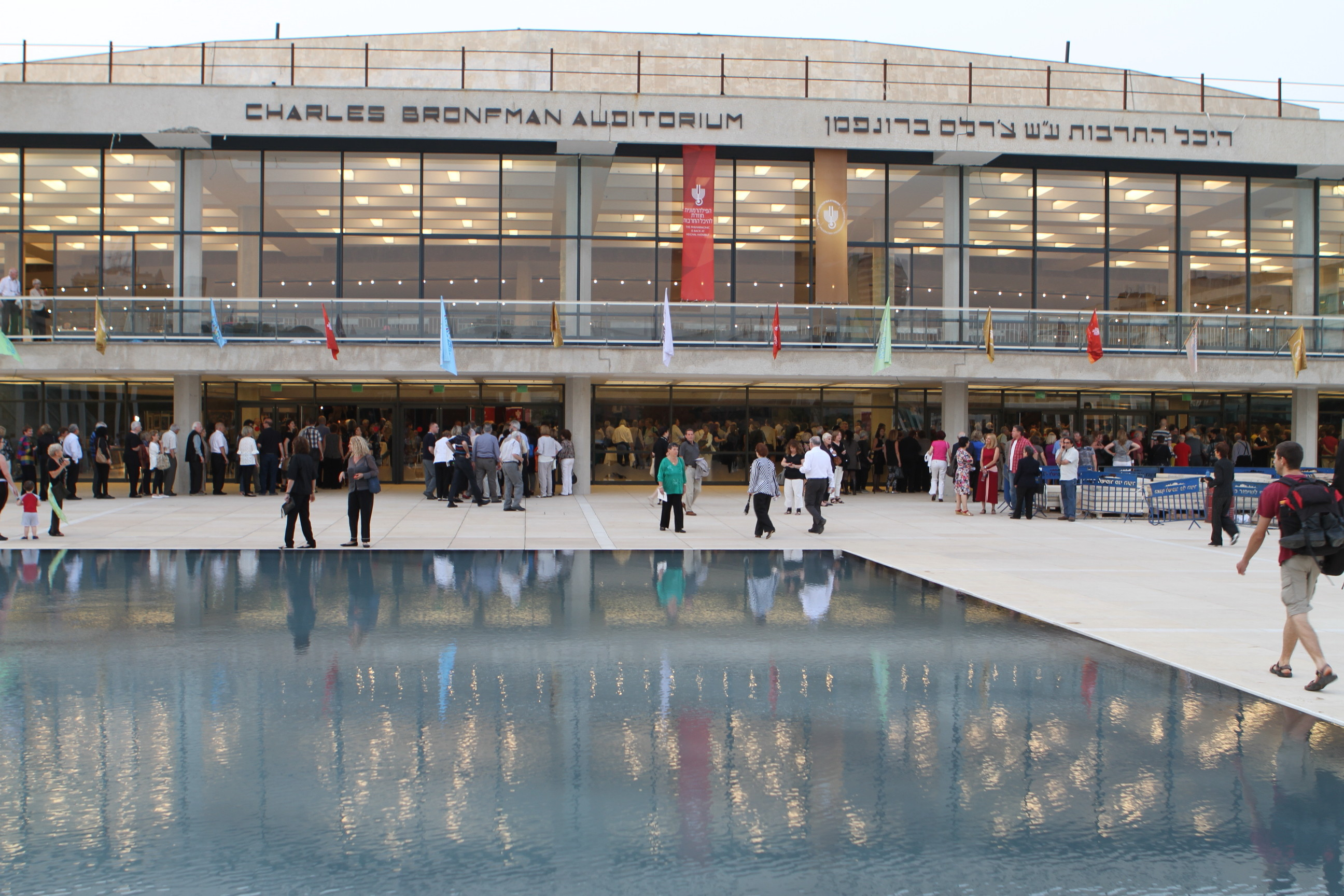
Mann Auditorium, Тель-Авів, Зеєв Рехтер і Дов Кармі, 1951 рік
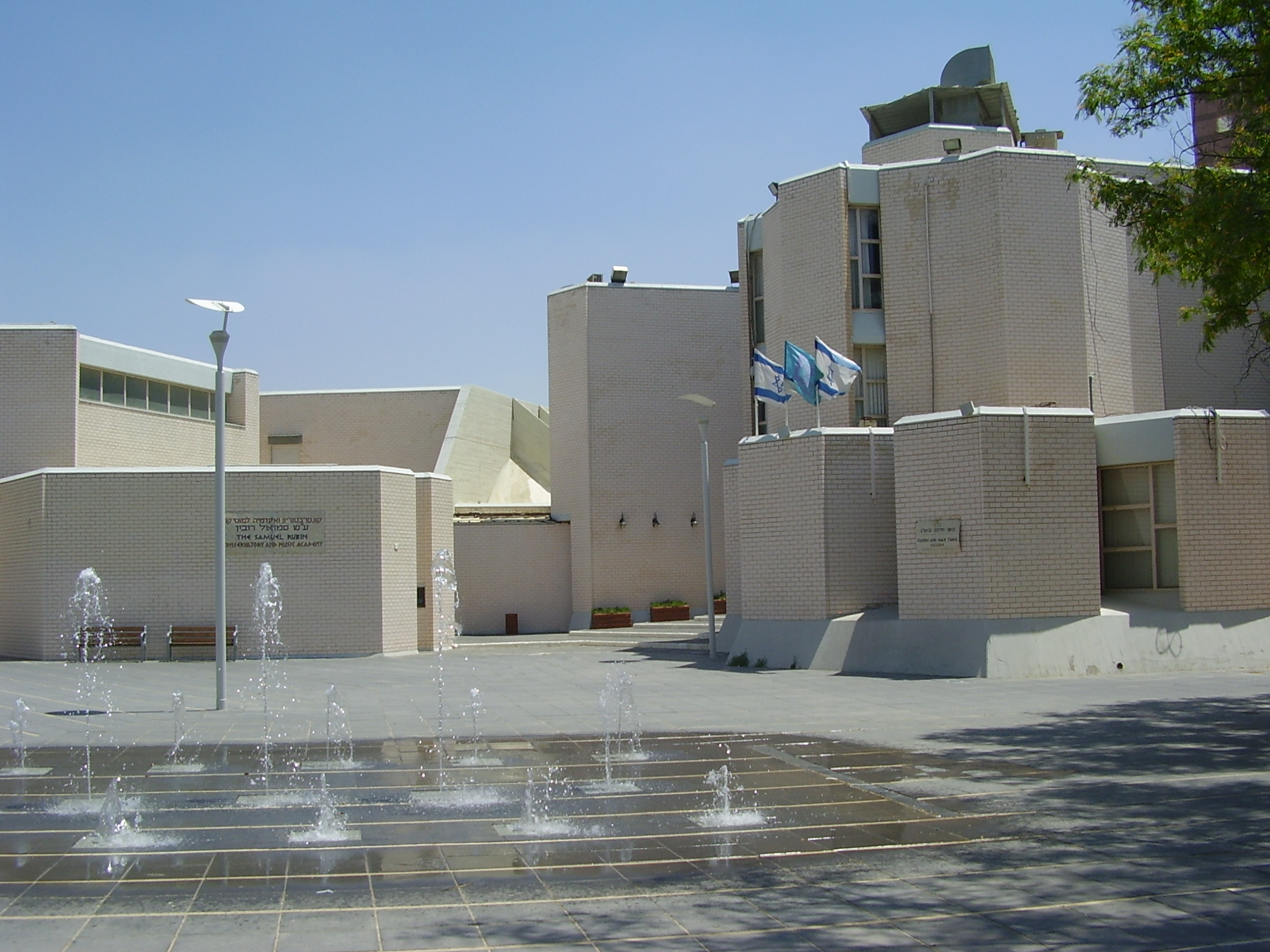
Муніципальна консерваторія Біршіби (1975)